# Электронные жучки (телесериал)
«Электронные жучки» (англ. Bugs) — британский сериал, выходивший на канале BBC One. Сериал снимался с 1995 по 1998 годы, всего было создано 4 сезона.
В сериале снимались Джесс Бёрдсел (Ник Беккет), Джей Гриффитс (Роз Хендерсон), Крэйг Маклахлан (Эд Рассел в 1-3 сезонах), Стивен Хоутон (Эд Рассел в 4 сезоне)

## Сюжет
Три талантливых специалиста в различных областях — Ник Беккет, Роз Хендерсон и Эд Рассел — занимаются расследованиями преступлений, совершённых при помощи новейших технологий.

## Производство
Сериал сочетал в себе научно-фантастический, приключенческий и детективный жанры. Сценарист Брайан Клеменс, автор популярного в 1960-х годах сериала «Мстители», определял его как «„Мстители“ 1990-х».
Благодаря рекламной кампании, первый эпизод «Электронных жучков» посмотрело 12,5 млн британцев. Всего было снято четыре сезона, каждый из 10 эпизодов. В первом сезоне между эпизодами отсутствовала какая-либо связь, начиная со второго сезона появился общий сюжет. После третьего сезона BBC собиралась завершить сериал, но съёмочная группа намеренно оставила концовку сезона открытой, что вкупе с хорошими зарубежными продажами привело к продолжению сериала. Однако четвёртый сезон пострадал от ухода Крэйга Маклахлана, перемещения времени показа в эфирной сетке BBC One, а кроме того, изначально планировался показ лишь восьми из десяти эпизодов. После теракта в Оме (август 1998) BBC отменила показ одного эпизода, так что в 1998 году было показано семь эпизодов, а три заключительных — лишь год спустя, в августе 1999.. Съёмочная группа вновь оставила концовку открытой, однако это не спасло сериал, и продолжения он так и не получил.
В 2004 году «Электронные жучки» были выпущены на DVD.

## Интересные факты
- В настоящий момент фантастический гаджет для разговора по телефону голосом другого человека, показанный в самом первом фильме сериала, стал доступен в реальности каждому желающему.